# Adichanalloor
Adichanalloor es una ciudad censal situada en el distrito de Kollam en el estado de Kerala (India). Su población es de 27240 habitantes (2011). Se encuentra a 15 km de Kollam y a 55 km de Trivandrum.

## Demografía
Según el censo de 2011 la población de Adichanalloor era de 27240 habitantes, de los cuales 12559 eran hombres y 14681 eran mujeres. Adichanalloor tiene una tasa media de alfabetización del 94,09%, superior a la media estatal del 94%: la alfabetización masculina es del 96,24%, y la alfabetización femenina del 92,28%.